# Agkonia
Agkonia is een geslacht van vlinders van de familie spinneruilen (Erebidae), uit de onderfamilie Arctiinae.

## Soorten
- A. miranda Hampson, 1900
- A. ovifera Dognin, 1906
- A. pega Dognin, 1894